# Aéroport d'Inverness
L'aéroport d'Inverness (code IATA : INV • code OACI : EGPE) est un aéroport d'Écosse situé à Dalcross, 13 km au nord-est de la ville d'Inverness dans les Highlands.

## Histoire
L'aérodrome est construit en 1940 par la Royal Air Force, et est baptisée RAF Dalcross. Il s'ouvre à l'activité civile et commerciale en 1947.
Ce sont environ 330 avions qui décollent et atterrissent de l’aéroport  par semaine qui est l’aéroport le plus utilisé pour desservir le nord de l’Ecosse.
L’aéroport est géré, tout comme les dix autres aéroports de la région, par la société Highlands and Islands Airports Limited (HIAL).
L'aéroport dispose d'un "lounge", le salon "Aspire" qui  surplombe l’animation du terminal et la piste d’atterrissage.
L'aéroport accueillait près d'un million de passagers annuellement avant la crise Covid-19.

## Situation

### Carte des aéroports d'Écosse
| Aberdeen Barra Benbecula Campbeltown Colonsay Dundee Eday Édimbourg Fair Isle Foula Glasgow Glasgow-Prestwick Inverness Islay Kirkwall North Ronaldsay Oban Papa Westray Sanday Stornoway Stronsay Sumburgh Tingwall Tiree Westray Wick |

## Statistiques
Pour des raisons techniques, il est temporairement impossible d'afficher le graphique qui aurait dû être présenté ici.

Voir la requête brute et les sources sur Wikidata.

## Compagnies aériennes et destinations
| Compagnies      | Destinations                                                                   |
| --------------- | ------------------------------------------------------------------------------ |
| British Airways | Londres-Heathrow                                                               |
| easyJet         | Bristol, Londres-Gatwick, Londres-Luton                                        |
| KLM             | Amsterdam                                                                      |
| Loganair        | Belfast-G. Best, Birmingham, Kirkwall, Manchester, Stornoway En saison: Dublin |

Édité le 05/02/2020  Actualisé le 26/03/2023
Depuis 1974, Inverness est desservie de façon hebdomadaire par des liaisons non commerciales avec  Lorient (1er Port de pêche de France) en Bretagne Sud. Les compagnies Air Lorient, Diwan (Air Provence International) et Air Bretagne ont assuré le transport des marins vers les bases avancées en Écosse. Depuis 2005, c'était la compagnie Air ITM (Groupe Intermarché) qui assurait le rapatriement et la relève des marins de la filiale "Agromousquetaires" en Jet Biréacteur de 09 places mais cette compagnie a cessé son activité en 2021 en vendant son avion construit en 2006. La compagnie VallJet avait assuré cette mission jusqu'à la création et reprise de cette mission rapatriement par la nouvelle compagnie Lorizon Aircraft, basée également à Lorient et forte de 2 Embraer ERJ-135. Lorizon proposera aussi au grand public les places libres non occupées par les marins d'Intermarché. Néanmoins, coup de théâtre le 24 avril 2024 lorsque le Tribunal de Commerce de Bordeaux plaçait en redressement judiciaire Millésime Aviation, titulaire de la licence de vol de Lorizon Aircraft. La Scapêche/Intermarché effectue dorénavant sa mission de rapatriement des marins entre Inverness-Cork et Lorient par d'autres compagnies aériennes affrétées,.